# Unione Sportiva Trapanese 1908-1909
Questa pagina raccoglie i dati riguardanti il Trapani Calcio nelle competizioni ufficiali della stagione 1908-1909.

## Stagione
Si legge nel Il Martello del 5 settembre 1909 che "il 31 agosto alla palestra ginnastica ebbe luogo un match di foot ball tra la squadra dei marinari della Regia Nave Ercole e quella della Unione Sportiva Trapanese, presieduta dall'egregio marchese Platamone avv. Giuseppe". La partita terminerà con la vittoria dell'U.S. Trapanese sui marinai della nave campana.

## Divise
Il colore sociale dell'Unione Sportiva Trapanese è il verde.
| Manica sinistra · Maglietta · Maglietta · Manica destra · Pantaloncini · Calzettoni |

## Competizioni

### Amichevoli
| Trapani 31 agosto 1909 | Unione Sportiva Trapanese | 2 – 1 | Marinari della R. Nave Ercole | Palestra di Via Spalti\| Arbitro: \| col. De Dominicis \| |
| Arbitro:               | col. De Dominicis         |       |                               |                                                           |